# Аномальна спека в Україні влітку 2017 року
Аномальна спека в Україні влітку 2017 року — період з аномально спекотною погодою в регіонах України в липні-серпні 2017 року, яка привела до загибелі 3-х людей.
Вона була викликана малорухливим антициклоном, який встановився над центром Європи. Найбільша спека спостерігалась в ряді регіонів центру та заходу України. Температурні показники на 5-10 °C перевищують кліматичну норму.

## Нові рекорди
За даними спостережень метеостанції Центральної геофізичної обсерваторії 2 серпня 2017 року середньодобова температура повітря у Києві на 0,6°С перевищувала попередній температурний рекорд 2010 року і склала +28,9°С. Також у Києві, ніч 3 серпня стала найтеплішою за 137 років метеорологічних спостережень у столиці (+23,6°С). Це на 0,9°С більше попереднього рекорду для цієї дати, який було установлено теж у 2010 році.
Також середньомісячна температура повітря липня у Києві склала +20,9°С, що перевищило кліматичну норму на 1,6°С. Найтепліше було 25 липня, коли максимальна температура досягла + 32,0°С.
На початку серпня температура досягла рекордних значень, в деяких містах перевищивши 40 °C. Було перекрито ряд історичних максимумів в багатьох містах України.
5 серпня 2017 року на залізничних станціях Дніпро, Кривий Ріг, Апостолове та Верховцеве Придніпровської залізниці було зафіксовано найвищу температуру + 51 градус
| Місто       | Метеостанція        | Максимум               | Дата встановлення |
| ----------- | ------------------- | ---------------------- | ----------------- |
| Київ        | міська метеостанція | +32,0                  | 25 липня 2017     |
| Київ        | міська метеостанція | +28,9 (середньодобова) | 2 серпня 2017     |
| Луганськ    | міська метеостанція | +42,0                  | 12 серпня 2010    |
| Сімферополь | міська метеостанція | +39,5                  | 8 серпня 2010     |

Джерело: meteo.gov [Архівовано 8 вересня 2012 у Wayback Machine.]
Як і прогнозував Український гідрометеорологічний центр 3 — 6 серпня, вдень у 13 регіонах України температура сягала 35-37 градусів і вище. Найгарячіше було у південних — 35-38° та західних областях 32-37 °C.
Вже починаючи з 6 серпня і, фактично, далі, спека почне слабшати.
В багатьох обласних центрах з метою охолодження повітря встановлюються так звані водяні завіси.

## Жертви
2 серпня 2017 року приблизно о 19 годині в Луцьку через аномальну спеку померла 60-річна жінка. Вона їхала тролейбусом № 15. Жінці раптово стало погано, вона впала на підлогу, але до тями її повернути вже не змогли. Трагедія сталася на зупинці громадського транспорту на проспекті Соборності в Луцьку, пишуть місцеві ЗМІ.
У Львові на вулиці 3 серпня 2017 року помер 60-річний чоловік. За словами лікарів, він мав проблеми із серцем і їх могла загострити спека.
Крім того, в Одесі на території Військово-медичного клінічного центру Південного регіону (раніше — 411-й військовий госпіталь) помер 55-річний начальник однієї з клінік установи. У клінічному центрі повідомили, що серцеву недостатність могла спровокувати аномальна спека.